# Biopsie

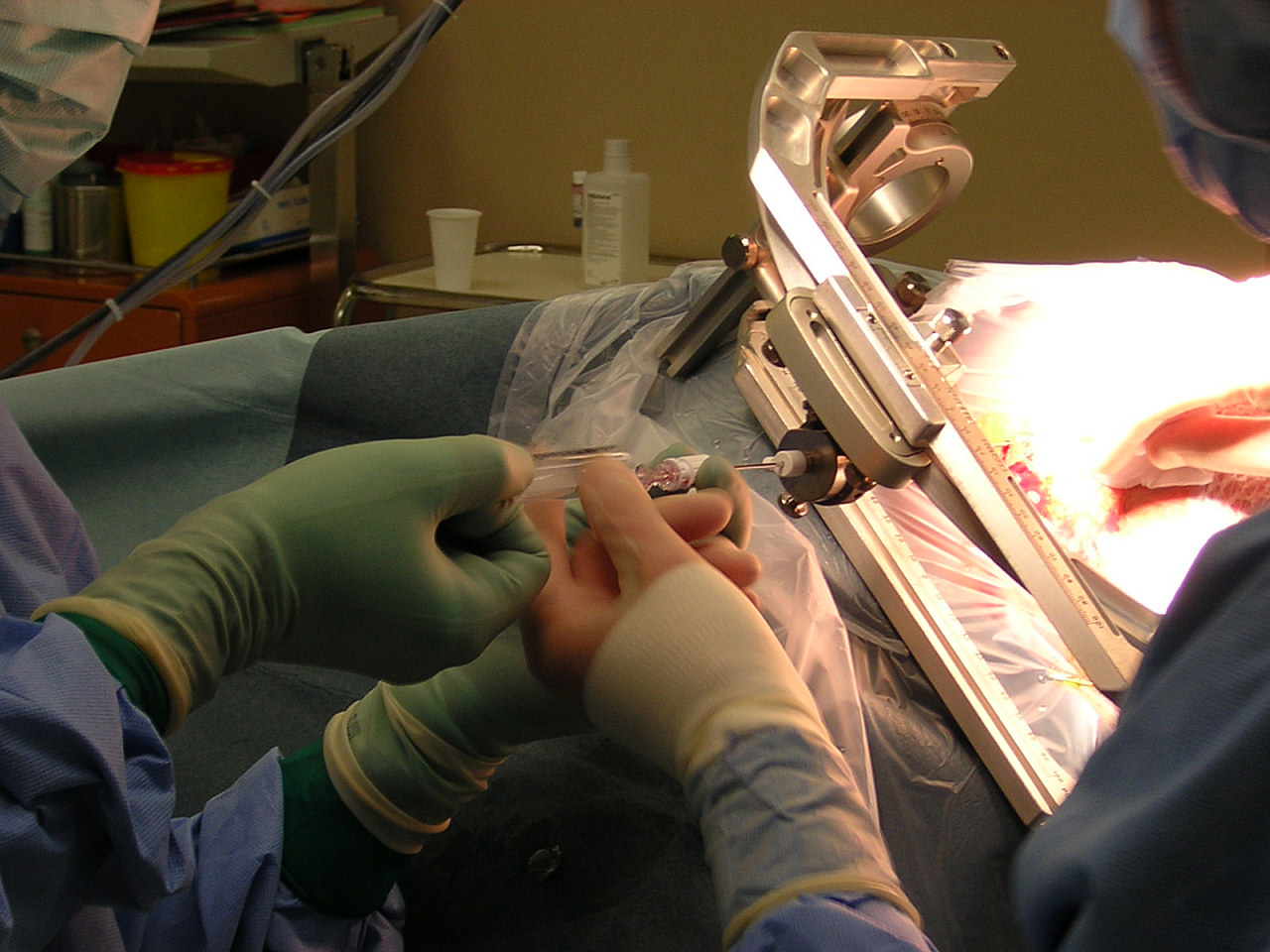
Biopsie mozku

Biopsie (*bios – živý (řec.), opsis – zrak (řec.)) je diagnostická metoda, která se používá k upřesnění biologické povahy odebírané tkáně, či buněk. Tato metoda je hojně využívána k diagnostice v gynekologii, nefrologii, gastroenterologii, a onkologii, a jiných odvětvích medicíny.
Odběr tkáně je proveden ze živé tkáně, a je proveden cíleně – tj. z podezřelé tkáně, zpravidla za vizuální kontroly, nebo kontroly přístrojem (např. ultrazvukem). Vzorek je dále zpracován histologickými, histochemickými a cytologickými metodami. Umožňuje tak stanovit diagnózu, eventuálně rozsah onemocnění a poskytuje informaci pro naplánování a zacílení další léčby.
Při histologickém vyšetření specialista vzorky hodnotí pod mikroskopem. Při velkém zvětšení může odhalit ve vyšetřovaném vzorku konkrétní onemocnění. Lékař doporučí biopsii jater při podezření na intrahepatální cholestázu, chronickou hepatitidu nebo na jaterní cirhózu. Při intrahepatální cholestáze dochází k poruše vylučování žluči z jater do žlučovodů. To znamená, že žluč nedochází do střeva tak, jak má, ale je zadržována v játrech.
Důsledky biopsie mohou být při odebírání vzorků z fatálních oblastí (např. z tkáně mozkové) často nevyzpytatelné. Tato metoda by proto měla být brána v úvahu až jako poslední možnost. Biopsie prováděné na obvyklých částech těla jsou ale běžnou, a především bezpečnou a minimálně zatěžující záležitostí pro pacienta.

## Využití
V gynekologii je tato metoda hojně využívána k diagnostice patologií dělohy, zejména pak děložního hrdla. V nefrologii se tato metoda užívá k diagnostice ledvinných onemocnění. V gastroenterologii se užívá biopsie k identifikaci onemocnění jater nebo střev. Peroperační biopsie je užívána jako rychlá diagnostická metoda během operačního výkonu. Po odebrání vzorku chirurgem je tento vzorek dále zpracován histologickými metodami a výsledek je znám cca do 20 minut. V onkologii se užívá k diagnostice podezřelých útvarů, zejména při podezření na nádorovou povahu.